# Rhyothemis fuliginosa
Rhyothemis fuliginosa (лат.) — вид стрекоз из семейства настоящих стрекоз (Libellulidae).

## Описание
Стрекозы средних размеров. Глаза соприкасаются на небольшом промежутке. На втором и третьем сегментах брюшка имеется по одному поперечному ребрышку.

## Ареал
Rhyothemis fuliginosa широко распространен на большей части центрального, южного и восточного Китая (включая Фуцзянь, Хайнань, Хэнань, Хубэй, Хунань, Цзянсу, Цзянси, Шаньдун, Сычуань, Чжэцзян и Шэньси), центральной и южной Японии (включая Хонсю, Сикоку, Кюсю и Рюкю), Кореи и может встречаться во Вьетнаме и Мьянме.